# Grandes Lagos da América do Norte
Os Grandes Lagos, também chamados de Grandes Lagos da América do Norte, são uma série de grandes lagos de água doce interconectados no interior centro-leste da América do Norte que se conectam ao Oceano Atlântico através do Rio São Lourenço. Os cinco lagos são Superior, Michigan, Huron, Erie e Ontario e estão geralmente próximos da fronteira Canadá-Estados Unidos. Hidrologicamente, Michigan e Huron são um único corpo de água unido no Estreito de Mackinac. A hidrovia dos Grandes Lagos permite viagens modernas e transporte marítimo entre os lagos.
Os Grandes Lagos são o maior grupo de lagos de água doce da Terra em área total e são o segundo maior em volume total, contendo 21% da água doce da superfície do mundo em volume. A superfície total é de 244 106 km2, e o volume total (medido na maré baixa) é de 22 671 km3, um pouco menos que o volume do Lago Baikal 23 615 km3, 22–23% da água doce da superfície do mundo). Por causa de suas características semelhantes com o mar, como ondas ondulantes, ventos fortes, correntes fortes, grandes profundidades e horizontes distantes, os cinco Grandes Lagos há muito são chamados de mares interiores. Dependendo de como é medido, por área de superfície, o Lago Superior ou o Lago Michigan-Huron é o segundo maior lago do mundo e o maior lago de água doce. O Lago Michigan é o maior lago inteiramente dentro de um país.
Os Grandes Lagos começaram a se formar no final do Último Período Glacial, cerca de 14 000 anos atrás, quando o recuo das camadas de gelo expôs as bacias que haviam esculpido na terra, que então se encheram de água derretida. Os lagos têm sido uma importante fonte de transporte, migração, comércio e pesca, servindo como habitat para muitas espécies aquáticas em uma região com muita biodiversidade. A região circundante é chamada de região dos Grandes Lagos, que inclui a Megalópole dos Grandes Lagos.

## Geografia
Embora os cinco lagos estejam em bacias separadas, eles estão interligados, formando um único corpo grande de água doce. Os lagos formam uma cadeia que liga o centro da América do Norte ao Oceano Atlântico. Do interior até a saída no rio São Lourenço, a água flui do Superior para o Michigan-Huron (nesse caso, os dois lagos formam, juntos, um único grande lago), corre para o sul até o Erie e, depois, para o norte até o Ontário. Os lagos são conectados com vários rios, e possuem cerca de 35 mil ilhas. A região dos Grandes lagos não contém apenas os cinco grandes lagos principais, mas também centenas de lagos menores, chamados de lagos interiores. Dos cinco lagos, o lago Michigan é o único que se encontra totalmente dentro dos Estados Unidos, enquanto os outros formam a fronteira aquática entre os Estados Unidos e o Canadá.

### Batimetria
|                     | Lago Erie           | Lago Huron                                              | Lago Michigan                                                                       | Lago Ontário                                                                | Lago Superior                                              |
| ------------------- | ------------------- | ------------------------------------------------------- | ----------------------------------------------------------------------------------- | --------------------------------------------------------------------------- | ---------------------------------------------------------- |
| Superfície          | 25 800km²           | 59 800km²                                               | 58 300km²                                                                           | 18 800km²                                                                   | 82 700km²                                                  |
| Volume de água      | 484 km³             | 3 450km³                                                | 4 920km³                                                                            | 1 640km³                                                                    | 12 100km³                                                  |
| Altitude            | 173m                | 176m                                                    | 176m                                                                                | 74m                                                                         | 183m                                                       |
| Profundidade média  | 19m                 | 59m                                                     | 85m                                                                                 | 86m                                                                         | 147m                                                       |
| Profundidade máxima | 64m                 | 222m                                                    | 280m                                                                                | 235m                                                                        | 407m                                                       |
| Maiores cidades     | Buffalo,Nova iorque | Alpena, Michigan Bay City, Michigan Owen Sound, Ontário | Chicago, Illinois Milwaukee, Wisconsin Green Bay, Wisconsin Traverse City, Michigan | Hamilton, Ontário Kingston, Ontário Toronto, Ontário Rochester, Nova Iorque | Duluth, Minnesota Superior, Wisconsin Thunder Bay, Ontário |

Como Superior, Michigan, Huron e Erie tem relativamente a mesma altitude, enquanto o Ontário é mais baixo e as Cataratas do Niágara impedem a navegação, os quatro primeiros lagos são considerados altos.

### Rios e lagos

A região dos Grandes Lagos na América do Norte

- O sistema formado pelos rios Chicago e Calumet conectam as hidrovias dos Grandes Lagos às hidrovias do vale do rio Mississippi através de modificações nos cursos dos rios e de canais.
- O rio Saint Mary's conecta o Lago Superior ao Lago Huron.
- O Rio Saint Clair liga o lago Huron ao Lago Saint Clair.
- O rio Detroit liga o lago Saint Clair ao Lago Erie.
- O rio Niágara, incluindo as Cataratas do Niágara, ligam o Lago Erie ao lago Ontário.
- O rio São Lourenço conecta o lago Ontário ao Golfo de São Lourenço, que termina no Oceano Atlântico.
- A baía Georgiana é uma grande baía localizada dentro do lago Huron, separada deste pela península Bruce e pela ilha Manitoulin. Ela contém a maioria das ilhas dos Grandes Lagos, com aproximadamente 30 mil. O Canal Norte, uma estreita parte oeste da baía, separa a ilha Manitoulin do restante da província de Ontário.
- O canal Welland conecta o lago Erie ao lago Ontário, visto que não é possível navegar nas cataratas do Niágara.[10][11]

### Fronteiras
Os lagos estão vinculados com a província canadense de Ontário e os estados norte-americanos de Michigan, Wisconsin, Minnesota, Illinois, Indiana, Ohio, Pensilvânia e Nova Iorque.

## Geologia

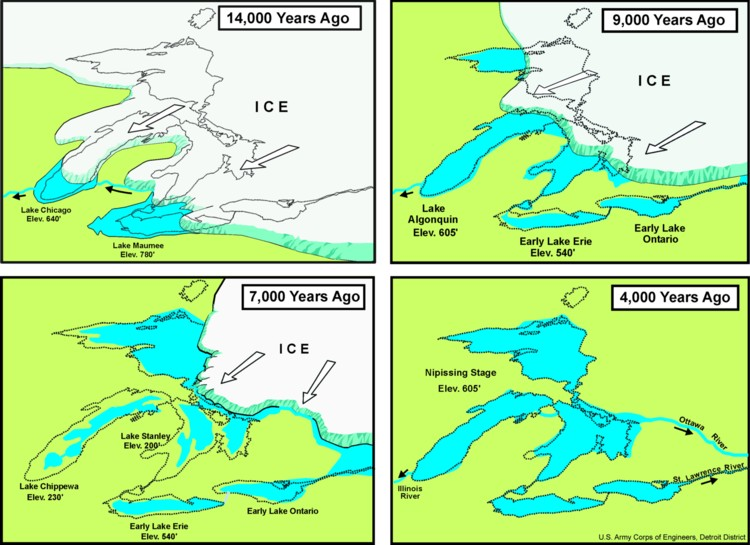
Um diagrama da formação dos Grandes Lagos

Estima-se que a formação geológica que criou as condições para moldar os contornos atuais dos Grandes Lagos surgiu há entre 1 100 a 1 200 milhões de anos, quando duas placas tectônicas, previamente fundidas, se separaram e criaram um rifte, que atravessa a zona tectônica dos Grandes Lagos. Um vale foi formado, o que resultou numa bacia que se tornou o moderno lago Superior. Quando uma segunda linha de falha, o rifte São Lourenço, se formou há cerca de 570 milhões de anos, a base para lagos Ontário e Erie foram criadas, juntamente com o que se tornaria o rio São Lourenço.
A terra abaixo das geleiras (glaciares) ajudou na descoberta da formação dos Grandes Lagos, porque cobriram alguns lugares mais que outros, facilitando na datação dos eventos e no desenvolvimento da teoria.

## Clima
Os Grandes Lagos têm um clima continental, com várias influências de massas de ar de outras regiões, incluindo secas, frias vindo do Ártico, quentes vindas do Pacífico e do golfo do México. Os lagos em si também têm um importante papel sobre o clima.
O efeito dos lagos sobre o clima é chamado de "efeito lago". No inverno, os lagos muitas vezes não apresentam gelo. Os ventos predominantes do oeste trazem um ar mais quente, que eleva a umidade dos lagos. Como o ar mais quente está acima do ar naturalmente gelado da região, é muito comum que ocorram fortes nevascas nessa região. Os lagos também moderam as temperaturas sazonais, através da absorção de calor e diminuição da temperatura do ar no verão, liberando, lentamente, o calor no outono. Protege contra as geadas no inverno, mas também mantém as temperaturas mais baixas durante esse período.

## Ecologia
A história ecológica dos Grandes Lagos inclui grandes perdas, mas também grandes recuperações. Hoje, o sistema é muito melhor do que na metade do último século.
Antes da chegada dos europeus, os Grandes Lagos eram fonte de alimento para os nativos que viviam em suas proximidades. Os primeiros exploradores europeus ficaram espantados com a variedade e quantidade de peixes. Ao longo da história, a população de peixes foi um indicador da condição dos lagos e, ainda hoje, é uma fonte de informações, mesmo com os sofisticados instrumentos de medição. Em 1801, o governo de Nova Iorque decidiu regulamentar as leis, restringindo obstruções às migrações naturais de peixes do Atlântico para os lagos no período de desova. O governo canadense também fez uma legislação semelhante, impedindo o uso de redes na foz dos afluentes do lago Ontário. Em ambos os lados da fronteira, a construção de barragens e represas multiplicou-se, gerando a necessidade de uma melhor regulamentação. O declínio na população de peixes era indiscutível na metade do século XIX, devido às obstruções nos rios, impedindo o acesso de peixes vindos do Atlântico.
Outros fatores também contribuíram no declínio na população de peixes além da sobrepesca e da obstrução dos rios. A exploração madeireira na região dos Grande Lagos removeu muitas árvores nas proximidades dos canais que levavam aos locais de desova, afetando o nível de sombra necessária e a temperatura da água. A remoção de árvores também desestabilizou o solo, permitindo que o solo deslizasse com mais facilidade para o leito dos rios e provocando inundações mais frequentes.
Atualmente, os principais contribuintes para os problemas ecológicos nos lagos e seus arredores têm se originado do esgoto urbano e da expansão de cidades e indústrias. Estes, naturalmente, também afetam as cadeias alimentares aquáticas, as populações de peixes e a própria saúde humana. Esse problema foi detectado nas décadas de 1960 e 1970, o que motivou esforços por parte do governo e da população para a diminuição dos níveis de poluição nos Grandes Lagos.

## História

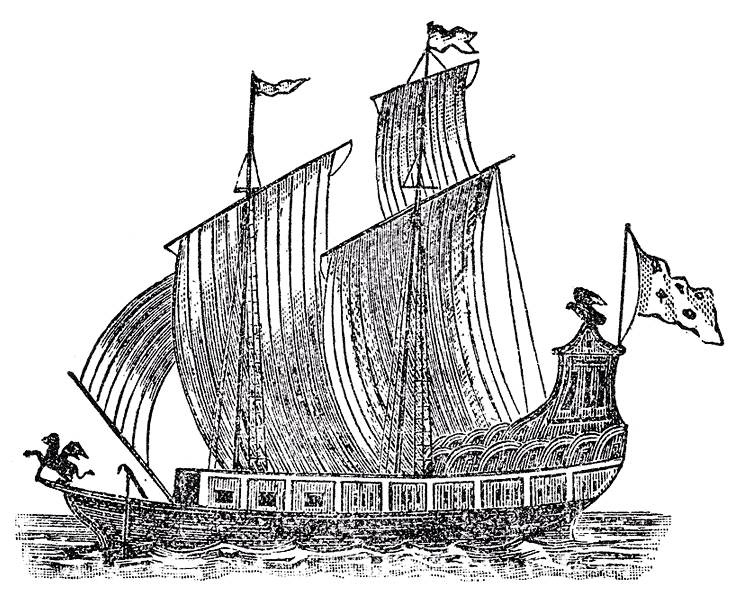
Xilogravura do Le Griffon.

O bergantim Le Griffon ("O Grifo"), que foi encomendado por René Robert Cavelier de La Salle e construído na Cayuga Creek, perto do extremo sul do rio Niágara, foi o primeiro veleiro a navegar pelo norte dos Grandes Lagos, em 7 de agosto de 1679.
Durante a colonização, os Grandes Lagos e seus rios eram os únicos meios práticos para o transporte de pessoas e de carga. Embarcações do centro da América do Norte foram capazes de chegar ao oceano Atlântico a partir dos Grandes Lagos, quando o canal de Erie foi aberto em 1825. Em 1848, com a abertura do canal de Illinois e Michigan, em Chicago, o acesso direto ao rio Mississippi a partir dos lagos foi possível. Assim, foi criada uma rota interior ligando Nova Orleães a Nova Iorque. No século XIX e no início do século XX, ferro e outros minérios, como o cobre, foram enviados para o sul e suprimentos, alimentos e carvão foram enviados para o norte.
O principal negócio de muitas linhas de passageiros no século XIX era o transporte de imigrantes. Muitas das grandes cidades devem sua existência a sua posição nos lagos. Depois da criação de ferrovias e estradas, as empresas de carga e passageiros diminuíram e, com exceção de balsas e alguns cruzeiros estrangeiros, o nível de tráfego nos lagos diminuiu. As rotas de imigração ainda têm um efeito hoje. Muitas vezes os imigrantes formaram suas próprias comunidades e, em algumas áreas, nota-se a diferença étnica.